# Тор: Светът на мрака
„Тор: Светът на мрака“ (на английски: Thor: The Dark World) е американски филм от 2013 година, базиран на едноименния герой на Марвел Комикс. Филмът е осми подред в Киновселената на Марвел и си има продължение – Тор: Рагнарок през 2017 г.

## Резюме
След събитията в „Тор: Богът на гръмотевиците“ и „Отмъстителите“, Тор се бори за да възстанови баланса в космоса, но древна раса, водени от отмъстителния Малекит се завръщат за да хвърлят вселената обратно в мрака. Изправяйки се срещу враг, с който дори Один и Асгард не могат да се преборят, Тор трябва започне най-опасното си и лично пътешествие, като се съюзява отново с Джейн Фостър. Тор ще трябва да жертва всичко за да спаси вселената.

## Актьорски състав
| Актьор                 | Роля                           |
| ---------------------- | ------------------------------ |
| Крис Хемсуърт          | Тор                            |
| Кристофър Екълстън     | Малакит                        |
| Натали Портман         | Джейн Фостър                   |
| Том Хидълстън          | Локи                           |
| Антъни Хопкинс         | Один                           |
| Рене Русо              | Фрига                          |
| Стелан Скарсгорд       | Ерик Селвиг                    |
| Кат Денингс            | Дарси Луис                     |
| Джонатан Хауърд        | Иън Буутби                     |
| Идрис Елба             | Хаймдал                        |
| Джейми Александър      | Сиф                            |
| Рей Стивънсън          | Волстаг                        |
| Закари Леви            | Фандрал                        |
| Таданобу Асано         | Хогун                          |
| Адеуале Акинуйе-Агбайе | Алгрим / Проклятието           |
| Бенисио дел Торо       | Танилир Тиван / Колекционерът  |
| Офелия Ловибонд        | Карина                         |
| Крис Евънс             | Стив Роджърс / Капитан Америка |
| Стан Лий               | Пациент в психодиспансер       |

## Награди и номинации
| Награда | Категория                          | Номиниран(и)               | Резултат  |
| ------- | ---------------------------------- | -------------------------- | --------- |
| Сатурн  | Най-добър филм по комикс           | Най-добър филм по комикс   | номинация |
| Сатурн  | Най-добри костюми                  | Най-добри костюми          | номинация |
| Сатурн  | Най-добри специални ефекти         | Най-добри специални ефекти | номинация |
| Сатурн  | Най-добър грим                     | Най-добър грим             | номинация |
| Сатурн  | Най-добър актьор в поддържаща роля | Том Хидълстън              | номинация |
| Емпайър | Най-добър актьор в поддържаща роля | Том Хидълстън              | номинация |